# کاسومیگائورا، ایباراکی
کاسومیگائورا در استان ایباراکی در کشور ژاپن واقع شده‌است که دارای جمعیت ۴۴٬۴۵۰ نفر و مساحت ۱۱۸٫۷۷ کیلومتر مربع با تراکم جمعیت ۳۷۴ نفر در کیلومترمربع است و در تاریخ ۲۸ مارس ۲۰۰۵ به عنوان شهر شناخته شد.